# Professor Bonatto
Valdir Bonatto (Xanxerê, 18 de setembro de 1960), mais conhecido como Professor Bonatto, é um professor e empresário brasileiro, filiado ao Partido da Social Democracia Brasileira (PSDB).

## Biografia
Nascido em Xanxerê, Santa Catarina, em 18 de setembro de 1960, Valdir Bonatto declarou ao TSE possuir formação de nível superior completo e atuar como professor e empresário.

## Trajetória política

### Prefeito de Viamão
Bonatto teve uma significativa carreira política em Viamão, município da Grande Porto Alegre, onde foi eleito prefeito por duas vezes. Seu primeiro mandato ocorreu entre janeiro de 2013 e dezembro de 2016.
Nas eleições municipais de 2020, foi novamente eleito prefeito pelo PSDB, obtendo 23.957 votos (25,81% dos votos válidos). Assumiu o cargo em 1º de janeiro de 2021. Permaneceu à frente do Executivo viamonense até 2 de abril de 2022, quando renunciou para concorrer a uma vaga na Assembleia Legislativa. Em seu lugar, assumiu o vice-prefeito eleito, Nilton Magalhães (PSDB).

### Deputado estadual
Nas eleições estaduais de 2022, Valdir Bonatto foi eleito deputado estadual pelo PSDB, conquistando 48.409 votos. Assumiu sua cadeira na Assembleia Legislativa do Rio Grande do Sul em 1º de fevereiro de 2023, para a 56ª legislatura (2023 — 2027).
Logo ao tomar posse, assumiu a liderança da bancada do PSDB na Assembleia Legislativa. Como líder, tem se posicionado em debates importantes, como a defesa do reajuste do salário mínimo regional proposto pelo governo estadual em 2025 (PL 185/2025). Também defendeu a criação de uma comissão parlamentar específica para o Meio Ambiente, desmembrando-a da Comissão de Saúde, visando maior eficiência no debate legislativo sobre o tema.
Em 2023, Bonatto foi alvo de um pedido de cassação por parte do Ministério Público Eleitoral por suspeita de abuso de poder político e econômico durante a campanha de 2022, alegando uso de servidores da prefeitura de Viamão. O Tribunal Regional Eleitoral do Rio Grande do Sul (TRE-RS) julgou a representação improcedente por unanimidade em setembro de 2023.